# Arjun Narasingha KC
Arjun Narasingha K.C. (ur. 27 września 1947 w Nuwakot) – nepalski polityk i były profesor związany z Nepali Congress. W swojej karierze zajmował stanowiska ministra zdrowia i ludności, ministra edukacji oraz ministra rozwoju miast, a także wielokrotnie był wybierany do parlamentu z okręgu Nuwakot.

## Życiorys
Urodził się w miejscowości Rautbesi (dystrykt Nuwakot) jako syn Bhagwana Singh KC i Yasody Devi KC. Uzyskał tytuł magistra nauk politycznych na Uniwersytecie Tribhuvan, gdzie był również kierownikiem katedry, zanim w pełni poświęcił się polityce. W 1982 odbył stypendium na Fletcher School (Tufts University) w USA, specjalizując się w stosunkach międzynarodowych i procesie podejmowania decyzji w polityce zagranicznej.

## Kariera polityczna

KC (piąty od lewej) sadzi ryż ryżowy z okazji Narodowego Dnia Niełuskanego w Likhu, Nuwakot (2025)

W młodości aktywnie uczestniczył w ruchach studenckich i prodemokratycznych, kilkukrotnie więziony w czasie reżimu panchayat. W 1991 i 1994 został wybrany do Izby Reprezentantów.

### Minister zdrowia i ludności (1995–1997)
Jako minister w rządzie Shera Bahadura Deuby (22 września 1995 – 12 marca 1997) wprowadził reformy mające na celu zachęcenie lekarzy do pracy w niedostatecznie obsadzonych regionach górskich i Terai poprzez system zachęt, szybszych awansów i lepszych szkoleń. Ograniczył też nadużycia procedury „kaaj”, pozwalającej lekarzom unikać pracy na prowincji.

### Minister edukacji (1998–1999)
W drugim rządzie Giriji Prasada Koirali (15 kwietnia 1998 – 31 maja 1999) pracował nad uznawaniem nepalskich dyplomów za granicą, co ułatwiło studentom kontynuowanie nauki w innych krajach. Zapobiegł również wyburzeniu historycznego ogrodu przy Keshar Mahal (obecny Garden of Dreams).

### Minister rozwoju miast (2016–2017)
Objął stanowisko 26 sierpnia 2016 w gabinecie Pushpy Kamala Dahala. W kwietniu 2017 uruchomił program budowy 25 000 domów dla biednych społeczności poza Doliną Katmandu. W tym samym roku zatwierdził projekt zewnętrznej obwodnicy Katmandu, wstrzymywany przez ponad dekadę.

## Rola w rewolucji 2006 i procesie pokojowym

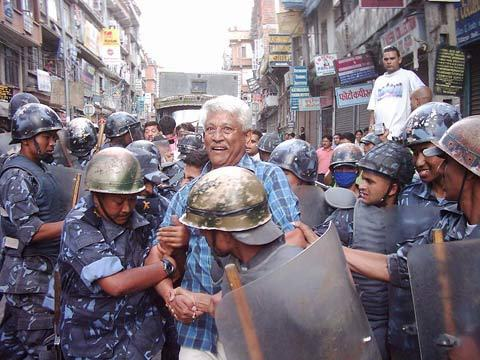
Były król Gyanendra aresztował prominentnych przywódców, takich jak KC, podczas Ruchu Ludowego w 2006 roku

Jako koordynator Sojuszu Siedmiu Partii na Dolinę Katmandu został aresztowany w 2005 przed rozpoczęciem masowych protestów.

## Aktywność po 2022
W wyborach powszechnych w 2022 zdobył mandat w okręgu Nuwakot-2 z ramienia Nepali Congress, uzyskując 28 107 głosów.

## Życie prywatne
Żonaty z Pratimą KC, ma pięcioro dzieci. Jest teściem polityka Gagana Thapy.